# Arbeitsgericht Siegburg
Das Arbeitsgericht Siegburg, ein Gericht der Arbeitsgerichtsbarkeit, ist eines der dreißig nordrhein-westfälischen Arbeitsgerichte. Bei ihm sind fünf Kammern gebildet.

## Gerichtssitz und -bezirk
Das Gericht hat seinen Sitz in Siegburg in der Neuen Poststraße 16.
Das Arbeitsgericht Siegburg ist örtlich zuständig für Rechtsstreitigkeiten aus dem Oberbergischen Kreis (mit Ausnahme von Hückeswagen und Radevormwald) und dem Rhein-Sieg-Kreis (Rechtsrheinischer Teil). Es hält in Gummersbach Gerichtstage ab.
Die sachliche Zuständigkeit ergibt sich aus dem Arbeitsgerichtsgesetz.

## Übergeordnete Gerichte
Dem Arbeitsgericht Siegburg sind das Landesarbeitsgericht Köln und im weiteren Rechtszug das Bundesarbeitsgericht übergeordnet.

## Geschichte
Gemäß Arbeitsgerichtsgesetz vom 23. Dezember 1926 wurden in Deutschland Arbeitsgerichte gebildet. Diese waren nur in der ersten Instanz organisatorisch selbstständige Gerichte, die Landesarbeitsgerichte waren den Landgerichten zugeordnet. Am Landgericht Köln entstand so 1927 das Landesarbeitsgericht Köln als eines von fünf Landesarbeitsgerichten im Bezirk des Oberlandesgerichtes Köln. In Siegburg entstand das Arbeitsgericht Siegburg. Sein Sprengel umfasste den Bezirk der Amtsgerichte Eitorf, Hennef, Königswinter und Siegburg. Es bestand je eine Kammer für Arbeiter, für Angestellte und für Handwerk.
Nach der Besetzung Deutschlands durch die Alliierten wurden 1945 zunächst alle Gerichte geschlossen. Die ordentlichen Gerichte wurden schon bald wieder eröffnet, während die Arbeitsgerichte zunächst nicht wieder eingerichtet wurden, so dass arbeitsgerichtliche Streitigkeiten von den ordentlichen Gerichten erledigt werden mussten. Gemäß Kontrollratsgesetz 21 vom 30. März 1946 sollten in Deutschland Arbeitsgerichte aufgebaut werden. Das Arbeitsgericht Siegburg entstand dabei neu.